# RoseEmma Mamaa Entsua-Mensah
RoseEmma Mamaa Entsua-Mensah (* 24. September 1959 in Tamale, Ghana) ist eine ghanaische Wasserökologin und Hochschullehrerin.  Sie ist pensionierte leitende Forschungswissenschaftlerin und ehemalige stellvertretende Generaldirektorin des Council for Scientific and Industrial Research (CSIR). Sie war als Beraterin für die Weltbank und die Ernährungs- und Landwirtschaftsorganisation der Vereinten Nationen tätig.

## Leben und Werk
Entsua-Mensah ist eine Tochter von drei Kindern der Pädagogen Solomon Richmond Richard Croffie und Emma Norma Croffie. Sie besuchte die Wesley Girls High School, wo sie 1977 ihre O-Levels und 1979 ihr A-Level machte. Sie studierte an der University of Cape Coast, wo sie einen Bachelor-Abschluss in Zoologie, ein Diplom in Pädagogik und einen Master of Science in Aquatischer Biologie erhielt. Sie promovierte in Fischereiwissenschaften an der University of Ghana und besitzt ein Zertifikat in Aquatic Resource Management von der University of Hull in Großbritannien sowie ein Post Graduate Certificate in Betriebswirtschaftslehre vom Ghana Institute Management and Public Administration.
Sie war 2005 Gastwissenschaftlerin an der University of Tennessee, lehrte von 2001 bis 2003 an der University of Education Winneba und von 2006 bis 2009 lehrte sie als außerordentliche Professorin an der University of Cape Coast. Sie war als Beraterin für die FAO und die Weltbank tätig. 2010 wurde sie von der National Research Foundation of South Africa eingeladen, einem dreiköpfigen internationalen Team bei der Bewertung dreier Forschungsinstitute beizuwohnen. Von 2008 bis 2018 war sie Chefforscherin und stellvertretende Generaldirektorin am CSIR in Ghana. Ihr Forschungsschwerpunkt waren Lagunen und Süßwasserkörper in Ghana und anderen Ländern der westafrikanischen Subregion. Sie dokumentierte Fischarten und lieferte Erkenntnisse zu deren Ökologie und traditionellem Management. Für die IUCN bewertete sie den Status von Süßwasserfischen in Westafrika. Ihre Forschungsschwerpunkte umfassten außerdem unter anderem die Küstenökologie und Wasserfälle Ghanas, Frauen in der Wasserwirtschaft und Abwasserentsorgung, naturwissenschaftliche Bildung und Politik.
Als erste stellvertretende Generaldirektorin des CSIR unterstützte sie den Generaldirektor bei der Festlegung der Forschungsprioritäten des Rates im Einklang mit der Regierungspolitik. Sie war für die Qualitätssicherung verantwortlich und überwachte und evaluierte die Forschungsergebnisse der 13 CSIR-Forschungsinstitute, um deren Zuverlässigkeit, Relevanz und Kundenorientierung sicherzustellen. Darüber hinaus überwachte sie die Weitergabe der Ergebnisse der Agrarforschung an relevante Institutionen und Nutzeragenturen durch die in allen Regionen Ghanas tätigen nationalen Forschungs-, Beratungs- und Landwirte-Verbindungskomitees. Sie war an der Ausarbeitung zweier nationaler Wissenschafts- und Technologierichtlinien für das Ministerium für Umwelt, Wissenschaft, Technologie und Innovation beteiligt.
Im Bereich Forschungskoordination koordinierte sie von 2008 bis 2017 den Forschungsaspekt des West African Agricultural Productivity Programme sowie von 2010 bis 2012 die Food and Budgetary Support (FABS)-Forschung für Ghana in Zusammenarbeit mit dem Weltbankbüro und dem Ministerium für Ernährung und Landwirtschaft. Bis zum Ende ihrer Amtszeit als stellvertretende Generaldirektorin koordinierte sie den Forschungsaspekt des Programms zur Modernisierung der Landwirtschaft in Ghana, das ebenfalls von Global Affairs Canada finanziert wurde. Sie koordinierte die koreanischen Agrarprogramme mit CSIR, KAFACI und KOPIA. Von 2008 bis 2017 war sie Vorsitzende des Competitive Agricultural Research Grants Scheme für das nationale Agrarforschungssystem in Ghana.
Sie hat über 120 Veröffentlichungen, darunter begutachtete Zeitschriftenartikel, Bücher, Beratungsberichte, redigierte und unredigierte Konferenzbeiträge sowie Projekt- und technische Berichte. Sie war an der Ausarbeitung zweier nationaler Wissenschafts- und Technologierichtlinien für das Ministerium für Umwelt, Wissenschaft und Technologie beteiligt.
Sie ist Mitglied der Ghana Academy of Arts and Sciences und leitet den Beirat des College of Basic and Applied Sciences der University of Ghana. Sie wurde zum Mitglied des Exekutivkomitees des International Human Rights Network of Academies and Scholarly Societies ernannt. Im September 2019 schied sie beim CSIR aus. Derzeit leitet sie das Zentrum für Innovation und Unternehmertum am CSIR College of Science and Technology.
Sie ist Mitglied mehrerer lokaler und internationaler Berufsverbände, Vorstände und Ausschüsse und war von 2012 bis 2017 Mitglied des Kuratoriums des World Fish Centre sowie von 2011 bis 2017 des internationalen Lenkungsausschusses African Women in Agricultural Research and Development. 2015 leitete sie die von der FAO in Rom organisierte Global Fisheries Biodiversity Conference. Von 2012 bis 2018 war sie Vorsitzende der West African Freshwater Fisheries Group der International Union for Conservation of Nature (IUCN). Von 2007 bis 2014 war sie stellvertretende Vorsitzende der Christian Health Association of Ghana. Von 2010 bis 2014 war sie Mitglied des Verwaltungsrats der Cocoa Processing Company und von 2014 bis 2017 Mitglied des Rats der University of Cape Coast.
Sie gehörte zu den wenigen afrikanischen Wissenschaftlerinnen, die 2004–2005 am Millennium Ecosystem Assessment beteiligt waren. Ihre Forschungen zu den Auswirkungen des illegalen Bergbaus auf das Leben im Wasser in den Gewässern Ghanas sowie auf Seekühe und die Fischerei fanden im In- und Ausland große Anerkennung.
Entsua-Mensah heiratete den Bibliothekar Clement Entsua-Mensah, mit dem sie drei Kinder bekam.

## Auszeichnungen und Ehrungen (Auswahl)
- 1978: Duke of Edinburgh Gold Award
- 1994: Tonolli Memorial Award für Limnologen
- 2012: Excellence Award für ihre Forschung im Fischereiwesen, ghanaisches Ministerium für Frauen- und Kinderangelegenheiten
- 2012: als eine ihrer angesehensten Alumni der University of Cape Coast ausgezeichnet
- 2013: von der südafrikanischen Gruppe Creating Excellence in Organizations für ihre Arbeit im Fischereisektor zur einflussreichsten Frau Afrikas in der Agrarforschung gekürt

## Veröffentlichungen (Auswahl)
- mit K. A. Koranteng, P. K. Ofori-Danson: Fish and Fisheries of the Muni Lagoon in Ghana, West Africa. Biodiversity & Conservation. 9 (4). Berlin, Germany: Springer Science+Business Media, 2000, S. 487–499. doi:10.1023/A:1008903813222.
- mit Scott W. Nixon, Betty A. Buckley, S. L.  Granger: Anthropogenic Enrichment and Nutrients in Some Tropical Lagoons of Ghana, West Africa. Ecological Applications. 17 (Sp. 5). Columbus, Ohio: Ecological Society of America, 2007, S.  S. 144 – S. 164. doi:10.1890/05-0684.1.
- mit A. Abdul-Razak, A. B. Asiedu,  K. A. A deGraft-Johnson: Assessment of the Water Quality of the Oti River in Ghana. West African Journal of Applied Ecology. 15 (1). Accra, Ghana: University of Ghana Ecological Laboratory, 2009, S. 1–12. doi:10.4314/wajae.v15i1.49427.